# Emily Haines
Pour les articles homonymes, voir Haines.
Emily Haines (née le 25 janvier 1974 à New Delhi) est une chanteuse et compositrice canadienne, membre des groupes Metric et Broken Social Scene.
Elle a participé en tant que choriste à des albums d'autres membres de Broken Social Scene, comme Jason Collett. Elle joue du piano et synthétiseur et occasionnellement de la guitare en concert (par exemple au Jimmy Kimmel Live! sur la chanson Gold Guns Girls).
Emily est la fille du poète canadien Paul Haines et la sœur de la journaliste de télévision Avery Haines. Son frère Tim Haines, dirige Bluestreak Records à Peterborough (Ontario), Canada. Elle est née à New Delhi, Inde, et a grandi au Canada. Après être restée à Peterborough jusqu’à l’âge de 3 ans, elle vécut dans une maison remplie d’art expérimental et d'expression musicale. Paul, son père, lui a fait écouter des musiques éclectiques comme Carla Bley, Robert Wyatt, et plus tard PJ Harvey. Adolescente, elle suivit les traces de ses parents à l’école Etobicoke School of the Arts. Elle y rencontra Amy Millan et Kevin Drew, avec qui elle collabora pour Broken Social Scene et Stars.
Haines et Millan ont brièvement formé en groupe vers 1990.
Avec son groupe Metric, Haines a sorti de nombreux albums : Grow Up and Blow Away, Old World Underground, Where Are You Now?, Live It Out, Fantasies, Synthetica, Pagan In Vegas, Art of Doubt, Formentera et Formentera II (à paraître le 13 octobre 2023).
En parallèle, Haines poursuit une carrière solo avec quatre albums, Cut in Half and Also Double, Knives Don't Have Your Back, What is Free to a Good Home et Choir of the Mind.

## Discographie

### Solo

#### Albums
- Cut in Half and Also Double (1996)
- Knives Don't Have Your Back (Emily Haines & The Soft Skeleton, 2006, #28 au Canada)
- Choir of the Mind (Emily Haines & The Soft Skeleton, 2017)

#### EP
- What Is Free to a Good Home? (Emily Haines & The Soft Skeleton, 2007)

## Singles
- "Doctor Blind"
- "Our Hell" (September 2007)
- ''Fatal Gift'' (June 2017)

### Participations
(Chant ou Chœur)
- Broken Social Scene – "Looks Just Like the Sun", "Anthems for a Seventeen-Year-Old Girl", "Backyards", "Her Disappearing Theme", "Swimmers"
- Delerium – "Stopwatch Hearts", "Glimmer"
- Jason Collett – "Fire", "Hangover Days" (Emily is actually in the video edit of the song "fire". The album version credits the female backing vocals to Amy Millan)
- KC Accidental – "Them (Pop Song #3333)"
- Stars – "Going, Going, Gone", "On Peak Hill"
- The Stills – "Baby Blues"
- Clean Original Soundtrack – "Dead Disco" (Metric)
- Tiësto Kaleidoscope – "Knock You Out"
- The Crystal Method – "Come Back Clean"
- Dérapages - ''Blindness''
- AngelHeaded Hipster: the songs of Marc Bolan & T. Rex - « Ballrooms of Mars »

## Filmographie
- Clean (2004, dans son propre rôle)